# Ужас в Данвиче (фильм)
«Ужас в Данвиче» — фильм ужасов режиссёра Дэниела Хэллера, снятый в 1970 году по мотивам одноимённого произведения Говарда Лавкрафта.

## Сюжет
Аркхем. В библиотеку Мискатоникского университета приходит молодой человек Уилбур Уитли, который интересуется находящимся здесь «Некрономиконом». Молодая сотрудница Нэнси Вагнер очарована приезжим и позволяет ему поработать с фолиантом, что, однако, вызывает недовольство профессора Армитейджа, главного специалиста по данному труду. Тем не менее, молодой человек достаточно дружелюбно общается с профессором и сообщает, что он — из рода Уитли, проживающих в Данвиче. Армитейдж вспоминает, что прадед Уилбура был линчёван за чернокнижие.
Вечером Уилбур просит Нэнси отвезти его в Данвич, на что девушка с радостью соглашается. Правда, на месте выясняется, что жители городка сторонятся её нового знакомого, тем не менее Уитли достаточно приятен в общении, а его дом, хоть и наполнен странноватыми вещами и статуями, отнюдь не находится в запущенном состоянии. В итоге Уилбур (к недовольству деда, проживающего там же) уговаривает девушку погостить у себя несколько дней.
Обеспокоенные исчезновением Нэнси, в Данвич приезжает её подруга Элизабет Хамильтон вместе с профессором Армитейджем. Они находят девушку, однако старый Уитли оказывает им весьма холодный приём. Армитейдж старается узнать больше о семье чернокнижников и выясняет, что мать Уилбура (дочь старика Уитли) родила не одного, а двух детей, и второго никто не видел. Женщина с тех пор сошла с ума и находится в сумасшедшем доме. Элизабет же узнаёт, что род Уитли пользуется в округе дурной репутацией, и, беспокоясь за судьбу подруги, вновь идёт в особняк чернокнижников. Несмотря на сопротивление старика Уитли, она поднимается на чердак, где встречает свою смерть от близнеца Уилбура.
Сам же молодой Уитли отнюдь не собирается иметь долгосрочные отношения с Нэнси — она ему нужна лишь для обряда, который позволит впустить в наш мир Древних. Дед пытается ему помешать, но умирает в столкновении с внуком. Уилбур решает форсировать события — он выкрадывает «Некрономикон», отводит Нэнси на Гору плясок Дьявола, где и пытается провести ритуал. Во время обряда его близнец высвобождается и начинает убивать жителей городка. Тогда Армитейдж вместе с шерифом и нескольким горожанами поднимается на проклятую гору, где и застаёт чернокнижника. Между профессором и Уилбуром происходит магическая дуэль, в ходе которой последние представители проклятого рода погибают. Однако Нэнси вынашивает ребёнка от Уилбура.

## В ролях
- Сандра Ди — Нэнси Вагнер
- Дин Стоквелл — Уилбур Уиэйтли
- Эд Бегли — доктор Генри Армитейдж
- Ллойд Бокнер — доктор Кори
- Сэм Джаффе — старик Уитли
- Джоэнн Мур Джордан — Лавиния Уитли
- Донна Баккала — Элизабет Хамильтон
- Талия Шайр — медсестра Кора
- Майкл Фокс — доктор Раскин
- Джейсон Уингрин — шериф Харрисон
- Барбура Моррис — миссис Коул
- Бич Дикерсон — мистер Коул
- Майкл Хэйнс — стражник
- Тоби Русс — библиотекарь
- Джек Пирс — Ригер